# Porta de São Pancrácio
Porta de São Pancrácio (em italiano: Porta San Pancrazio) é uma das portas meridionais da Muralha Aureliana em Roma, Itália. Atualmente abriga a sede e o museu da "Associação Nacional dos Veteranos e Sobreviventes Garibaldinos" (em italiano:  Associazione Nazionale Veterani e Reduci Garibaldini), que serve aos antigos membros da divisão Garibaldi de faccionários italianos que operou entre 1943 e 1945. Era conhecida também como Porta Aurélia.

## História
O portão foi construído perto do cume do Janículo e sua primeira versão remonta ao final do período republicano, quando o humilde bairro residencial que existia na margem direita do Tibre era circundado por uma pequena parede urbana. Posteriormente, o portão marcava o canto sul deste trecho da Muralha Aureliana, construída em 270 pelo imperador romano Aureliano, que subia pelo Janículo e formava o desenho de um triângulo.
Uma das características relevantes da região XIV, onde o portão estava, era a Antiga Via Aurélia: ela começava na Ponte Emília, subia o morro e saía da cidade através do portão, que na época era chamado de Porta Aurélia (atualmente, a moderna Antiga Via Aurélia, cujo trecho no Trastevere não existe mais, começa no portão), embora as denominações ''Gianicolense ou Aureliana — uma referência ao cônsul que concebeu e construiu a estrada — também apareçam nas fontes. A importância do túmulo do mártir cristão São Pancrácio, da catacumba dedicada a ele e, depois, da basílica nas imediações, destino de milhares de peregrinos, era tamanha que influenciou o processo de cristianização dos nomes dos portões romanos e, desde o século VI, este portão passou a ter o nome que preserva até hoje.
Nas imediações, do lado de dentro da muralha, ficava as moendas públicas, perto do final do aqueduto Água Trajana, que funcionou até o final da Idade Média.
O aspecto original do portão é completamente desconhecido e é provável que ele ficasse numa posição ligeiramente diferente. Algumas pistas, que remontam aos séculos XVI e XVII, permitem supor que ele tinha um arco simples e duas torres quadrangulares, uma de cada lado, confirmando a estrutura típica de todas as restaurações realizadas pelo imperador Honório no início do século V.
O portão foi parcialmente reconstruído no século XVII por de' Rossi, um discípulo de Gian Lorenzo Bernini, durante a construção de uma nova muralha urbana encomendada pelo papa Urbano VIII e conhecida como Muralha do Janículo ("Mura Gianicolensi"). De' Rossi simplesmente removeu o portão, mas manteve o contra-portão aureliano. A nova muralha substituiu um trecho inteiro da antiga, que foi demolido, subindo pela margem direita do Tibre, assim como a antiga Porta Portuense, a moderna Porta Portese, que fica a aproximadamente 400 metros ao norte da localização original. Os dois portões foram reconstruídos no estilo barroco típico da época.
Depois disto, a Porta de São Pancrácio ficou famosa por causa dos combates travados na área entre abril e junho de 1849 entre unidades da República Romana, lideradas por Giuseppe Garibaldi, e as tropas francesas que intervieram para proteger os Estados Papais. Na ocasião, o portão foi destruído pela artilharia francesa e foi reconstruído depois pelo arquiteto Virginio Vespignani, em 1854, por ordem do papa Pio IX. Em 20 de setembro de 1870, o portão novamente teve um papel relevante, quando foi conquistado pelas tropas do general Nino Bixio ao mesmo tempo da conquista da Porta Pia durante o processo de unificação da Itália.

## Utilização
A estrutura abrigava tanto os aposentos da guarnição que o protegia (a taberna) e o escritório responsável pela coleta do pedágio de passagem ("vectigalibus exigendis"). Desde o século V e até pelo menos o século XV, os portões da cidade e a coleta de pedágios decorrente da passagem por eles eram leiloados ou vendidos entre as famílias romanas, uma prática corriqueira. Um documento de 1467 relata um anúncio que especifica a forma como se dará o leilão pelos portões da cidade pelo período de um ano. Outro, de 1474, afirma que o preço da Porta de São Pancrácio era "25 florins, bol. XXI per sextaria" ("pelo semestre"); um preço moderado, o que significa que o tráfego pelo portão era também moderado. Há dois registros destes leilões da Porta de São Pancrácio no século XV, além de outra concessão, em 1566, pelo papa Pio V, ao seu sobrinho Lorenzo Giberti.